# ベラルーシ鉄道
ベラルーシ鉄道（ベラルーシ語: Беларуская чыгунка、ロシア語: Белорусская железная дорога）はベラルーシの国有鉄道である。ベラルーシ全土の鉄道を運営し、2005年時点で112,173人の従業員が雇用されている。

## 概要
ソビエト連邦の崩壊直後の1992年に設立された。首都ミンスクにあるミンスク中央駅を拠点に全長5,512kmの広軌路線を有する。
2010年時点で84の組織から成り、46の系列会社、38の機関、7つの工場を有する。ミンスク、バラーナヴィチ、ブレスト、ホメリ、マヒリョウ、ヴィーツェプスクの6つの鉄道局が存在する。